# آیریلیق
«آیریلیق» (به معنی جدایی) یکی از ترانه‌های مشهور آذربایجان به‌شمار می‌آید.
رجب ابراهیمی (فرهاد)  آن را در ۱۳۳۵ خورشیدی سرود و علی سلیمی اردبیلی آهنگ‌سازی آن را انجام داد و خانم وارتوش (همسر استاد سلیمی) از رادیو تبریز آن را اجرا کرد. ترانه آیریلیق با اجرای رشید بهبودف شهرت جهانی پیدا کرد و بعدها یعقوب ظروفچی، باریش مانچو، امل سایین، لطف‌یار ایمانوف، مسلم گورسس، گوگوش، داریوش، عارف، منصور، جم کاراجا، ماهسون قرمزی‌گل، کورای آوجی نیز این ترانه را اجرا کردند.

## شعر آیریلیق
فیکریندن گئجه‌لر یاتا بیلمیرم بالا
بو فیکری باشیمدان آتا بیلمیرم بالا
نئینییم کی سنه چاتا بیلمیرم
آیریلیق، آیریلیق، آمان آیریلیق
هر بیر درددن اولار یامان آیریلیق

اوزوندور هیجرین‌دن قارا گئجه‌لر
بیلمیرم من گئدیم هارا گئجه‌لر
ووروبدور قلبیمه یارا گئجه‌لر
آیریلیق، آیریلیق، آمان آیریلیق
هر بیر درددن اولار یامان آیریلیق

یادیما دوشنده آلا گوزلرین

گویده اولدوزلاردان آلام خبرین

نئیله‌ییم کسیبدیر مندن نظرین

آیریلیق، آیریلیق، آمان آیریلیق

هر بیر درددن اولار یامان آیریلیق

آیریلیق دردینی چکمه‌ین بیلمز

یاردان آیری دوشن گوز یاشین سیلمز

دئییرلر اینتظار خسته‌سی اؤلمز

آیریلیق، آیریلیق، آمان آیریلیق

هر بیر درددن اولار یامان آیریلیق

نئجه کی ائلیمدن آیری دوشندن

سورار بیربیرینی گوروب بیلندن

حسرتله سیزلار یار داییم بو غمدن

آیریلیق، آیریلیق، آمان آیریلیق

هر بیر درددن اولار یامان آیریلیق

ایللردی اوزاغام آرخام ائلیم‌دن

بلبلم دوشموشم آیری گولوم‌دن

جورایله آییریب شیرین دیلیم‌دن

آیریلیق، آیریلیق، آمان آیریلیق

هر بیر درددن اولار یامان آیریلیق

اولوبدور بیگانه یاریم_ یولداشیم

غریبه ساییلیر سئوگیم – سیرداشیم

بو جاوان چاغیمدا آغاردیب باشیم

آیریلیق، آیریلیق، آمان آیریلیق

هر بیر درددن اولار یامان آیریلیق

منی آغلاداندان گولوش ایسته‌رم

آیری دوشنیمله گوروش ایسته‌رم

حصاری ییخماغا یوروش ایسته‌رم

آیریلیق، آیریلیق، آمان آیریلیق

هر بیر درددن اولار یامان آیریلیق

سئوگیلیک اولوبدور شانی فرهادین

سئوگی‌سی هاردادیر، هانی فرهادین

دییه‌ره‌ک چیخاجاق جانی فرهادین

آیریلیق، آیریلیق، آمان آیریلیق

هر بیر درد دن اولار یامان آیریلیق
||

## ترجمۀ فارسی آیریلیق
از فکر تو شب‌ها نمیتوانم بخوابم

نمی‌توانم این فکر را از سرم بیرون کنم

چه کنم که نمی‌توانم به تو برسم

جدایی، جدایی، امان از جدایی

از هر دردی بدتر جدایی

در دوریت درازند شب‌های سیاه

نمیدانم من بروم کجا شبها

زده به قلبم زخم این شبها

جدایی، جدایی، امان از جدایی

از هر دردی بدتر جدایی

وقتی چشم‌های رنگی تو یادم می‌افتد

در آسمان‌ها از ستاره‌ها خبرشان را می‌گیرم

چه کار کنم که نظرش را از من بریده

جدایی، جدایی، امان از جدایی

از هر دردی بدتر جدایی

درد جدایی را هر که نکشد نمی‌فهمد

پاک نمی‌کنند چشمی که از یارش جدا مونده

می‌گویند بیمار انتظار نمی‌میرد

جدایی، جدایی، امان از جدایی

از هر دردی بدتر جدایی

چطور وقتی دور می‌شوم از ایل و تبار

می‌پرسم تک‌تکشان را از خبردار

زاری می‌کند از حسرت این غم دائماً یار

جدایی، جدایی، امان از جدایی

از هر دردی بدتر جدایی

سالهاست از ایل و تبارم دورم

بلبلم که از گلم دورم

با جفا جدا کرده من را از زبان شیرینم

جدایی، جدایی، امان از جدایی

از هر دردی بدتر جدایی

یار و یاورم بیگانه گشته

عشق و همرازم به سان غریبه گشته

از جوانی مویم سپید گشته

جدایی، جدایی، امان از جدایی

از هر دردی بدتر جدایی

از آنی که مرا گریانده خنده می‌خواهم

با آنی که جدا افتاده‌ام دیدار می‌خواهم

برای فروریختن حصار یورش می‌خواهم

جدایی، جدایی، امان از جدایی

از هر دردی بدتر جدایی

عاشقی شده‌شان فرهاد
کجاست معشوق فرهاد
موقع گفتنش در می‌آید جون فرهاد
جدایی، جدایی، امان از جدایی
از هر دردی بدتر جدایی